# Naturalmente (álbum de Margareth Menezes)
Naturalmente é o décimo segundo álbum da carreira da cantora e compositora brasileira Margareth Menezes. O álbum foi lançado no dia 18 de setembro de 2008, no Brasil, em 27 de outubro de 2008 no Japão e 23 de junho de 2009 na Europa e Estados Unidos pela gravadora MZA Music.
O show de estreia do álbum aconteceu durante a inauguração do resort Iberostar Praia do Forte. Além disso, Margareth realizou alguns shows, que serviram de laboratório, no bar Mistura Fina, no Rio de Janeiro.

## Faixas
| Naturalmente |                                                    |                                    |         |  |
| N.º          | Título                                             | Compositor(es)                     | Duração |  |
| 1.           | "Gente"                                            | Arnaldo Antunes                    | 3:34    |  |
| 2.           | "Cegos do Castelo"                                 | Nando Reis                         | 4:05    |  |
| 3.           | "Por Que Você Não Vem Morar Comigo?"               |                                    | 3:38    |  |
| 4.           | "Mulher de Coronel" (Participação de Gilberto Gil) |                                    | 3:57    |  |
| 5.           | "Lua No Mar"                                       |                                    | 3:47    |  |
| 6.           | "Abuso de Poder"                                   | Marquinho PQD e Carlito Cavalcante | 4:07    |  |
| 7.           | "O Perdão"                                         |                                    | 3:56    |  |
| 8.           | "Febre"                                            |                                    | 3:46    |  |
| 9.           | "Matança"                                          |                                    | 4:01    |  |
| 10.          | "Foi Deus Quem Fez Você"                           |                                    | 3:41    |  |
| 11.          | "Um Caso A Mais" (Participação de Luís Represas)   | Luis Represas                      | 3:29    |  |